# El Felguerón
El Felguerón ist ein Weiler in der Parroquia Pola de Laviana der Gemeinde Laviana in der autonomen Gemeinschaft Asturien in Spanien.

## Geographie
El Felguerón ist ein Weiler mit drei Einwohnern (2011). Es liegt auf 519 m. El Felguerón ist vier Kilometer von Pola de Laviana, dem Hauptort der Gemeinde Laviana entfernt.

## Wirtschaft
Der Weiler besteht aus einem landwirtschaftlichen Betrieb, es werden auch Ferienwohnungen angeboten.

Land- und Forstwirtschaft sowie der Abbau von Kohle und Eisen haben die Region seit Jahrhunderten geprägt.

## Klima
Angenehm milde Sommer mit ebenfalls milden, selten strengen Wintern. In den Hochlagen können die Winter durchaus streng werden.